# TSG 1846 Backnang
Maillots
Le TSG 1846 Backnang est un club sportif et culturel allemand localisé à Backnang dans le Bade-Wurtemberg.
Le club comporte de très nombreuses sections sportives et culturelles différentes, dont l’Athlétisme, le Badminton, le Basket-ball, le Bowling, le Chant, l’Escrime, la Gymnastique, le Handbal, la Musique, la Natation, le Ski, le Tennis de table, le Volley-ball,…
La section la plus en vue est celle de Danse qui évolue dans la Bundesliga de la discipline.
Le club "mère" fut fondé en 1846 sous le nom de Turn Verein 1846 Backnang, un cercle de Gymnastique.

## Association faîtière
Le TSG 1846 Backnang est un club sportif à part entière, mais aussi l’association faîtière d’autres clubs indépendants qui évoluent de manière très autonomes et portent, comme signe distinctif, leur année de fondation dans leur appellation :
- TSG Backnang Turnen 1846 (intégré dans le club principal)
- TSG Backnang Fußball 1919
- TSG Backnang Schwerathletik 1920
- TSG Backnang Tennis 1925.

## Histoire (section football)
Le club fut fondé en 1919 sous l’appellation de FV 1919 Backnang. Il joua anonymement dans les séries inférieures de sa région. 
En 1945, le club fut dissous par les Alliés, comme tous les clubs et associations allemands (voir Directive n°23). En avril 1946 un club nommé Sportvereinigung Backnang fut reconstitué par d'anciens membres du FV 1919, mais aussi du Tennisverein 1925, du Kraftsportverein 1920 et du TV 1846 Backnang. Le 21 novembre 1947, ce club fut rebaptisé TSG 1846 Backnang.
La section football du TSG Backnang se mit en évidence durant les années 1960. Lors de la saison 1960-1961 fut créée la 1. Amateurliga Nordwürttemberg (niveau 3). Le TSG Backnang y accéda en 1965. Il termina sa première saison à la 5e place puis, en 1967, il fut vice-champion du VfB Stuttgart II. Comme cette équipe, la Réserve de celle évoluant en Oberliga Süd ne pouvait pas monter au 2e niveau, ce fut le TSG Backnang qui participa au tour final. Backnang s’imposa (1-0) contre Offenburg et monta en Regionalliga Süd, une des cinq séries composant la Division 2 de l’époque.
Ce fut à la suite de cette montée que le TSG 1846 fut restructuré en organisme faîtier avec ses sections plus autonomes, reprenant leur année de création initiale dans leur nom.
En Regionalliga, le cercle ne fit que de la figuration et redescendit au bout d’une saison. Il rejoua au niveau 3 pendant huit années puis descendit en fin de championnat 1975-1976.
En 1983, le TSG Backnang monta en Verbandsliga Württemberg (à cette époque niveau 4). Il en fut relégué trois saisons plus tard.
Il y revint en 1995 alors que la ligue était devenue niveau 5 un an plus tôt. Il effectua encore un bail de trois saisons avant de reculer au niveau 6.
Le club resta par la suite dans les séries inférieures de sa région. En 2010, il évolue en Landesliga, soit le 7e niveau de la hiérarchie de la DFB.

## Palmarès
- Vice-champion de la 1. Amateurliga Nordwürttemberg: 1967.